# Blik (materiaal)

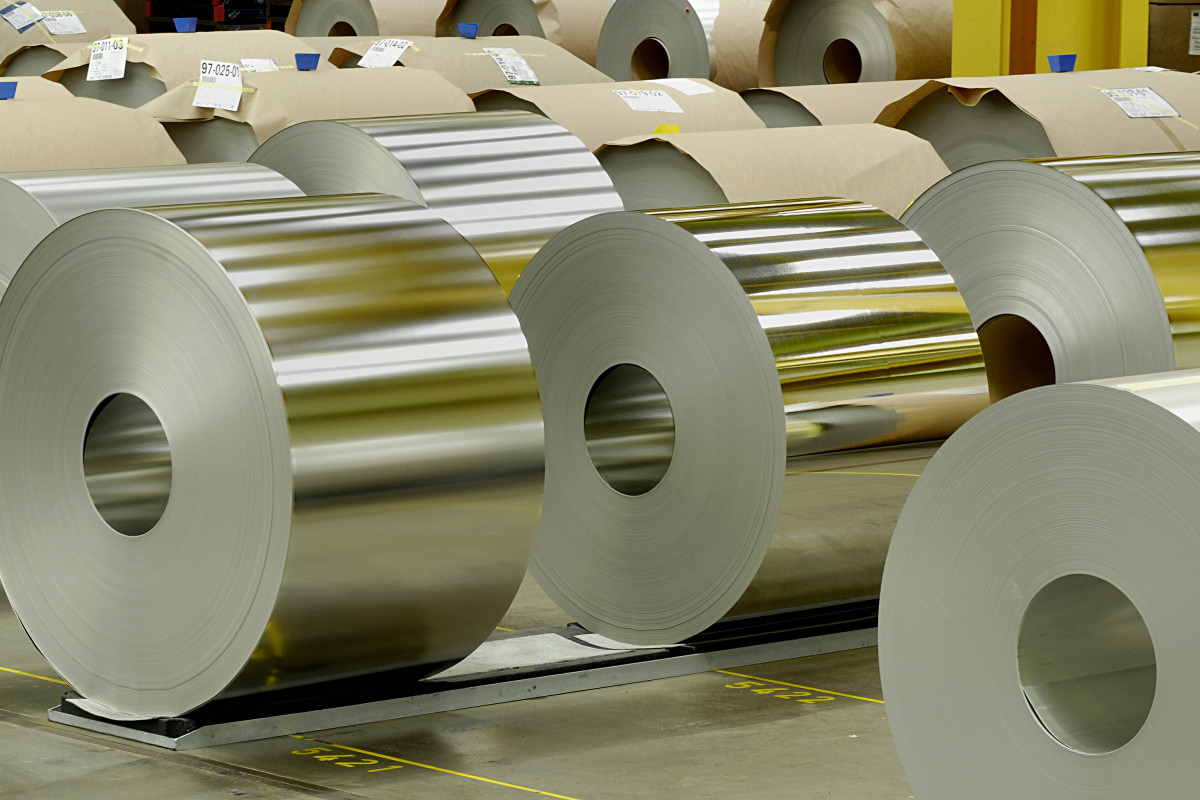
Rollen vertind blik voor toepassing als verpakkingsmateriaal in de levensmiddelenindustrie

Blik is dun gewalst plaatstaal. Afhankelijk van het doel wordt er een beschermlaag tegen corrosie op aangebracht. Traditioneel was dat tin, door onderdompelen in een bad van gesmolten tin of door galvanisatie aangebracht, tegenwoordig is het vaak een op epoxy gebaseerde kunststof.
Een belangrijke toepassing van blik is het verpakken van onder andere levensmiddelen, zoals (conservenblikken of drankblikjes), hoewel ook een dungewalste aluminium-legering kan worden gebruikt.
Vooral zure levensmiddelen stellen hoge eisen aan de coating, omdat het staal er gemakkelijk door wordt aangetast, wat te proeven is.
De materiaaldikte van drankblikjes is variabel. De bodem is 0,30 mm, de wand is 0,11 mm en de kraag is 0,16 mm dik.
De dikte wordt geoptimaliseerd zodat het blikje sterk genoeg is als er vloeistof in zit (oefent een druk uit) en zodat het eveneens makkelijk plat te drukken is als het leeg is.
Tot enige decennia geleden was blik het materiaal bij uitstek voor de vervaardiging van eenvoudige huishoudelijke artikelen (bijvoorbeeld voor stoffer en blik of voor kinderspeelgoed).
Blik is in de loop der jaren voor veel toepassingen vervangen door kunststof. Voordelen van kunststof boven blik zijn onder andere:
- lichter in gewicht;
- goedkoper;
- niet vatbaar voor corrosie;
- meer vormvariatie.

Een belangrijk nadeel van kunststof is er echter ook: recycling is lastiger, vaak is een minderwaardig product het resultaat, wat bij blik niet het geval is. 
Dun plaatstaal wordt al eeuwenlang gebruikt, in vroege tijden bijvoorbeeld voor lichaamsbescherming in oorlog. Deze staalplaten werden met de hand tot de gewenste dikte gehamerd; een zeer arbeidsintensieve bezigheid. Ook in de orgelbouw gebruikte men blik voor de bekers van tongpijpen.  Nadat in de negentiende eeuw mechanische walsen waren uitgevonden, werd het echter een goedkoop materiaal. Door de uitvinding van het galvaniseren vond het onder andere toepassing in de voedselverpakkingsindustrie.
Andere toepassingen van blik zijn onder andere transformatorkernen en beplating van voertuigen.